# Callionima juliane
Callionima juliane Eitschberger, 2000 è un lepidottero appartenente alla famiglia Sphingidae, endemico del Perù.

## Descrizione

### Adulto
Molto simile a C. falcifera, rispetto alla quale la taglia è più ridotta, e le ali anteriori e posteriori hanno una colorazione più uniforme e un disegno meno marcato. Nell'ala anteriore, la macchia argentata mostra un ramo anteriore spesso e non diviso. La forma della pallida linea apicale obliqua si allarga, a livello della nervatura M1, a formare un'area chiara, esattamente come in C. falcifera.

Nell'ala posteriore, a livello dell'area anale, la macchia nerastra visibile nelle specie congeneri, qui appare marroncina e poco sviluppata, a differenza di quanto accade in C. falcifera.

L'apertura alare, nei maschi, va da 53,6 a 61,9 mm, e nelle femmine da 53,9 a 63,9.

Il genitale maschile è identico a quello di C. falcifera; quello femminile è molto simile a quello di C. falcifera, ma con un signum più corto e con un numero minore di file di dentelli.

### Larva
Dati non disponibili.

### Pupa
I bruchi si impupano negli strati superficiali della lettiera.

## Distribuzione e habitat
La specie è endemica del Perù settentrionale (locus typicus: Marañón (fiume), Balzas).

## Biologia
Le femmine richiamano i maschi grazie ad un feromone rilasciato da una ghiandola, posta all'estremità addominale.

### Periodo di volo
Dati non disponibili.

### Alimentazione
I bruchi si alimentano sulle foglie di alcune specie di Apocynaceae tra cui soprattutto Aspidosperma macrocarpa Benth.

## Tassonomia

### Sottospecie
Non sono state descritte sottospecie.

### Sinonimi
Non sono stati descritti sinonimi.